# BBC National DAB
BBC National DAB  – multipleks radiofonii cyfrowej w systemie DAB nadający na terenie zdecydowanej większości Wielkiej Brytanii. System jest zarządzany przez BBC, która jest właścicielem systemów nadawczych i nadaje w nim tylko swoje stacje.

## Transmitowane stacje
Następujące kanały są dostępne na wszystkich odbiornikach DAB na obszarze zasięgu BBC National DAB:

### Stacje całodobowe
| Program           | ID       | Przepływność   | Stereo | Opis                                                 | Odbiór analogowy                                                                                    |
| ----------------- | -------- | -------------- | ------ | ---------------------------------------------------- | --------------------------------------------------------------------------------------------------- |
| BBC Radio 1       | C221     | 128 kbit/s     | Tak    | Młodzieżowa muzyka popularna i audycje               | 97.1, 97.7 – 99.8 MHz                                                                               |
| BBC Radio 2       | C222     | 128 kbit/s     | Tak    | Muzyka Pop dla dojrzałych słuchaczy                  | 88.0 – 90.2 MHz                                                                                     |
| BBC Radio 3       | C223     | 160-192 kbit/s | Tak    | Muzyka klasyczna                                     | 90.3 – 92.4 MHz                                                                                     |
| BBC Radio 4 (FM)  | C224     | 80-128 kbit/s  | Tak    | Wiadomości i rozmowy                                 | 92.5 – 94.6 MHz 103.6 – 104.9 MHz                                                                   |
| BBC Radio 5 Live  | C225     | 64-80 kbit/s   | Nie    | Wiadomości i sport                                   | 909, 693, 990 kHz                                                                                   |
| BBC Radio 6 Music | C22B     | 128 kbit/s     | Tak    | Muzyka alternatywna, funk, indie, classic rock, jazz | —                                                                                                   |
| BBC Radio 4 Extra | C22C     | 80 kbit/s      | Nie    | Słuchowiska i programy dla dzieci                    | —                                                                                                   |
| BBC Radio 1Xtra   | C22A     | 128 kbit/s     | Tak    | Nowa muzyka popularna                                | —                                                                                                   |
| BBC Asian Network | C236     | 64 kbit/s      | Nie    | Dla słuchaczy pochodzących z południowej Azji        | Różne częstotliwości MW                                                                             |
| BBC World Service | C238     | 64 kbit/s      | Nie    | Wersja anglojęzyczna BBC World Service               | Na częstotliwościach UKF i falach długich stacji BBC Radio 4 (od 01:00 do 05:20 czasu brytyjskiego) |
| BBC Guide         | E1C79E5E | 16-32 kbit/s   | Dane   | EPG i inne dane                                      | —                                                                                                   |

### Serwisy dodatkowe
Multipleks wykorzystuje na dużą skalę możliwość dynamicznej rekonfiguracji, co pozwala na transmisję wielu programów o niepełnym wymiarze czasu. Podczas ich transmisji zmniejsza się przepływność BBC Radio 3, 4 i 5 Live.
| Nazwa Stacji            | Opis |
| ----------------------- | --- |
| 5 Live Sports Extra     | Program sportowy używany do transmisji drugiego wydarzenia sportowego, gdy BBC Radio 5 live także emituje wydarzenie sportowe. |
| Yesterday in Parliament | Program parlamentarny, emitowany na falach długich BBC 4 w dni powszednie i soboty.                                            |
| Daily Service           | Muzyka chrześcijańska i modlitwa, emitowana na falach długich BBC 4 w dni powszednie.                                          |

### Stacje okolicznościowe
W ostatnich latach BBC rozpoczęło eksperymentowanie ze stacjami okolicznościowymi, nadającymi mniej więcej 4 dni i obejmującymi głównie festiwale muzyczne. Pierwszą taką próbą było BBC Radio 2 Eurovision w 2014 roku, kolejnymi BBC Radio 2 Country i BBC Music Jazz w 2015 roku i  BBC Radio 2 50s w 2016.

### Zamykanie stacji
BBC Asian Network miał zostać zamknięty w 2011 roku. BBC planowało także zamknięcie BBC Radio 6 Music. Obie stacje zostały uratowane przed zamknięciem z uwagi na zmianę decyzji kierownictwa BBC i kampanie przeciwko zamknięciu stacji prowadzone w social media.

## Przyszłość
BBC pierwotnie planowano zwiększenie zasięgu multipleksu DAB do przynajmniej 92% populacji kraju. Jednakże po zmianie strategii zdecydowano o zwiększeniu zasięgu do 97%. Około 160 nadajników zostało uruchomionych w przeciągu lat 2013-2015.